# Whitney Peak
Whitney Peak (Kampala, 28 gennaio 2003) è un'attrice e modella canadese, nota soprattutto per il ruolo di Zoya Lott nella serie televisiva Gossip Girl.

## Filmografia

### Cinema
- Molly's Game, regia di Aaron Sorkin (2017)
- Hocus Pocus 2, regia di Anne Fletcher (2022)[2]

### Televisione
- Legends of Tomorrow – serie TV, episodio 4x04 (2018)
- iZombie – serie TV, episodio 5x03 (2019)
- Le terrificanti avventure di Sabrina (Chilling Adventures of Sabrina) – serie TV (2019-2020)
- Home Before Dark – serie TV (2020-2021)
- Gossip Girl – serie TV (2021-2023)

## Doppiatrici italiane
Nelle versioni in italiano dei suoi film, Whitney Peak è stata doppiata da:
- Luna Iansante in Molly's Game, Hocus Pocus 2
- Margherita De Risi in Gossip Girl
- Sara Labidi in Home Before Dark